# Neoperla carlsoni
Neoperla carlsoni är en bäcksländeart som beskrevs av Bill P.Stark och Baumann 1978. Neoperla carlsoni ingår i släktet Neoperla och familjen jättebäcksländor. Inga underarter finns listade i Catalogue of Life.